# Dan Andersson (kompositör)
Dan Uno Andersson, född 20 juni 1967 i Tynnereds församling i Göteborg, är en svensk kompositör av musik för främst teater och film. Dan Andersson var under senare delen av 1990-talet med och drev den fria teatergruppen Levande Scen i Göteborg. Han har sedan dess arbetat som frilansande kompositör och ljuddesigner på en mängd teatrar i Sverige, med regissörer som Björn Melander, Tereza Andersson, Ragnar Lyth, Hilda Hellwig, Arn-Henrik Blomqvist och Niklas Hjulström. Han har även gjort ljuddesign i USA, Kina och Norge.
Dan Andersson är även verksam som ljuddesigner och har "ljuddesignat" cirka 70 teaterproduktioner inklusive design till alla produktioner som kompositör. 
Dan Andersson är gift med regissören Tereza Andersson

## Teatermusik
- Skymningslekar av Dorothy Parker (och ensemblen) Teater Adina på Folkteatern i Göteborg 1994
- Romulus den store av Friedrich Dürrenmatt på Folkteatern i Göteborg 1994
- Stålverket av Magnus Dahlström på Folkteatern 1995
- Absolution Collage kring de sju dödssynderna på Levande Scen 1997
- Drive-in av Levande Scen på Levande Scen 1998
- Amigos ögon av T.Andersson/J Mohlin på Levande Scen 1999
- Timmarna med Rita av Willy Russell på Folkteatern i Göteborg 1999
- Hamstrar på Dramatiska institutet 2001
- Kärleksgrejer på Dramatiska institutet 2001
- En handelsresandes död av Arthur Miller på Unga Folkteatern 2001
- Nu är det bra av Mats Kjelbye på Folkteatern i Göteborg 2001
- Disco Pigs av Enda Walsh på Östgötateatern 2001
- Balansgång av Edward Albee på Östgötateatern 2002
- Besök av Jon Fosse på  Göteborgs Stadsteater 2002
- Stillestånd av Irvine Welsh på Orionteatern 2002
- Immo+Leo av Lucas Svensson på Teater Västmanland 2002
- Danny Crowe Show av David Farr på Teater Västmanland 2003
- Helvetesguden av Sam Shepard på Länsteatern i Örebro 2005
- Lyckoland av Åsa Lindholm på Riksteatern 2006
- Bländad av Mats Kjelbye på Östgötateatern 2006
- Motortown av Simon Stephens på Östgötateatern 2007
- En nagel i ögat av Mirjana Rakuljic Feldt på Folkteatern i Göteborg 2007
- Demokrat av Vivian Nielsen på Folkteatern i Göteborg 2007
- Dissocialia av Anthony Nielson på Östgötateatern 2007
- Ester Nilsson levde här en gång av Åsa Lindholm på Regionteater Väst 2007
- Tintomara av Carl jonas Love Almqvist på Folkteatern Gävleborg 2008
- Romeo&Julia av William Shakespeare på Östgötateatern 2008
- Vildanden av Henrik Ibsen på Borås Stadsteater 2008
- Om flickor kunde döda av Åsa Lindholm på Ung scen öst 2009
- Syrror av Camilla Blomqvist på Länsteatern i Örebro 2012
- Räls av Elisabeth Åsbrink på Folkteatern i Göteborg 2012-2013
- Änglar i Amerika av Tony Kushner på Östgötateatern 2012-2013
- Bluebird av Simon Stephens på Östgötateatern 2013
- The Nether av Jennifer Haley på Östgötateatern 2014
- A Clockwork Orange av Anthony Burgess på Backa Teater 2015-2016
- Komma hem av Lucia Cajchanova på Ung scen/öst 2016
- Heisenberg av Simon Stephens på Scalateatern 2018
- Jag stannar till slutet av Stina Oscarson på Kulturhuset Stadsteatern 2020

## Filmmusik
- Box office (Kortfilm) Film i väst Regi Theo Gabay 1998
- Yosufs barn (Finsk TV-dokumentär) Smartsome production Regi Arn-Henrik Blomqvist 2002
- Jaga Jordan (Finsk TV dokumentär) Smartsome production Regi: Arn-Henrik Blomqvist 2004
- Mina Vänner (dokumentär SVT) Tussilago AB/Film i väst Regi: Johanna Bernhardson 2005

## Ljuddesign (urval)
Shanghai Dramatic Arts Center, Kina
- Miss Julie, regi Hilda Hellwig

Nordland Teater, Norge
- Når vi døde vågner,regi Hilda Hellwig

Östgötateatern
- Frankenstein, regi Tereza Andersson

Folkteatern Göteborg
- Juloratoriet, regi Niklas Hjulström
- Trettionio och två, regi Kerstin Österlin
- La Baracca, regi Eva Gröndahl
- Krymplingen på Inishman, regi Margita Ahlin
- Kejsarinnan, regi Niklas Hjulström
- Aprilhäxan, regi Eva Gröndahl
- Den Fule, regi Nora Nilsson

New York State Theatreinstitute(USA)
- Secret Garden, regi Tereza Andersson

Göteborgs stadsteater
- Fiasko i tre akter, regi Rikard Gunther
- Balladen om Hester, regi Michaela Granit
- DOM, regi Jasenko Selemovic
- Tro hopp och kärlek, regi Olof Lindqvist
- Pelle Snusk, regi Carolina Frände
- Lång tystnad plötsligt mörker, regi Olof Lindqvist

Länsteatern i Örebro
- Röd gubbe, regi Adam Stone